# La poupée
La poupée (deutsch: Die Puppe) ist eine französische Operette (Opéra-comique) in drei Akten mit einem Vorspiel von Edmond Audran. Das Libretto stammt von Maurice Ordonneau und Albin Valabrègue. Das Werk erlebte seine Uraufführung am 21. Oktober 1896 am Théâtre de la Gaîté in Paris. Im deutschsprachigen Raum kam die Operette das erste Mal am 7. Januar 1899 im Central-Theater Berlin in der deutschen Textfassung von Alfred Maria Willner auf die Bühne.

## Handlung

### Vorspiel
Bild: Klosterhof
Die Klosterbrüder darben, weil die Spendierlaune der Leute stark nachgelassen hat. Doch es gibt Hoffnung: Der Onkel des Novizen Lancelot, der angesehene Baron Chanterelle, hat seinem Neffen in Aussicht gestellt, er werde ihm 100 000 Franc schenken, sobald er heirate. Zwar ist dieser Plan nicht mit dem klösterlichen Gebot der Ehelosigkeit vereinbar, aber eine kleine Mogelei wird schließlich den lieben Gott nicht aus der Ruhe bringen. Dem Klostervorsteher Maximius ist erst kürzlich eine Zeitungsanzeige in die Hände gekommen, in der ein gewisser Hilarius selbstgefertigte Puppen anbietet, die von lebenden weiblichen Wesen kaum zu unterscheiden seien. Deshalb rät Maximius seinem Novizen, so ein Spielzeug anzuschaffen und es seinem Onkel als Braut auszugeben. Nach der „Hochzeit“ solle er dann das Geld der Ordensgemeinschaft zukommen lassen, und diese könne damit viel Gutes bewirken. Sogleich vertauscht Lancelot sein Habit mit einem weltlichen Anzug und macht sich auf den Weg.

### Erster Akt
Bild: Werkstatt mit Laden
Gebannt betrachtet Hilarius seine neueste Schöpfung: eine wunderschöne Puppe, deren Aussehen ganz seiner Tochter Alesia gleicht. Wenn sie jetzt nur noch eine Seele hätte, dann würde er sich auch noch in sie verlieben. Alesia dagegen hasst das Werk ihres Vaters, weil es ihn zu sehr von der Familie ablenkt. Als Hilarius kurz den Laden verlassen hat, fasst sie etwas unsanft die Puppe an und reißt ihr dabei einen Arm aus. Schnell bringt sie die Puppe dem Lehrjungen Heinrich und bittet ihn, sie sorgfältig zu reparieren. Vorsichtshalber versteckt sie auch noch die Brille ihres Vaters. Der soll sie erst finden, wenn die Puppe wieder ganz ist.
Derweil betritt Lancelot den Laden und schildert Hilarius seinen Wunsch. Bei der Beschreibung denkt der Puppenmacher gleich an sein neuestes Werk und ruft seinen Lehrling, ihm dies zu bringen. Weil die Reparatur noch auf sich warten lässt, bleibt Alesia nichts Anderes übrig, als selbst die Puppe zu spielen. Lancelot ist von der Vorführung begeistert. Er bezahlt die „Ware“ und macht sich mit ihr auf den Weg zu seinem Onkel.

### Zweiter Akt
Bild: Vornehmer Salon
Heute soll die Hochzeit sein. Zahlreiche Gäste haben sich in der Villa des Barons Chanterelle eingefunden und bewundern die schöne Braut. Bei der Trauung allerdings kommt es den Gästen schon etwas sonderbar vor, wie unnatürlich sich die junge Frau bewegt. Kaum ist die Zeremonie beendet, kommt Lancelot in den Genuss der großzügigen Hochzeitsgabe seines Onkels.

### Dritter Akt
Bild: Flur im Kloster mit Blick in Lancelots Zimmer
Lancelot wird von den Brüdern herzlich empfangen. Der Abt gestattet ihm, die Puppe mit in seine Zelle zu nehmen. Als Lancelot eingeschlafen ist, setzt sich Alesia auf ihn und küsst ihn leidenschaftlich. Am folgenden Morgen wird dem Novizen bewusst, dass er keine Puppe, sondern ein Mädchen aus Fleisch und Blut geheiratet hat. Dies erfüllt ihn mit großer Freude, zumal er die Puppe schon von Anfang an liebgewonnen und sich immer gewünscht hat, sie wäre ein menschliches Wesen. Weil er jetzt richtig verheiratet ist, müssen die Brüder auf seinen weiteren Verbleib hinter den Klostermauern verzichten. Dafür trösten sie sich mit dem Geldsegen, den ihnen Lancelot beschert hat.

## Musikalische Höhepunkte
- Ich kann tanzen, singen, plaudern (Lied der Alesia, sich als Puppe ausgebend)
- Ihm, nur ihm öffnet heiß sich die Seele (Walzerlied)
- Ja Zufriedenheit, fromme Heiterkeit sind die goldnen Sterne der Lebenszeit (Lied des Maximius)